# Oliver Tambo
Oliver Reginald Tambo (27 octobre 1917 - 24 avril 1993) est un homme politique d’Afrique du Sud, militant de la cause anti-apartheid et président du Congrès National Africain (ANC).

## Biographie
Oliver Tambo est né le 27 octobre 1917, à Mbizana, dans le Pondoland (Cap-Oriental). 
Appelé d'abord Kaizana en référence au Kaiser, ennemi des Britanniques, son prénom est anglicisé en Oliver au moment d’entamer sa scolarité. 
En 1940, avec Nelson Mandela il est exclu de l’université de Fort Hare pour avoir participé à une grève. 
En 1942, il enseigne les sciences et les mathématiques à St Peter, son ancien collège pour noirs de Johannesburg. Il crée avec Nelson Mandela, le premier cabinet d'avocat noir d’Afrique du Sud.
En 1944, en compagnie de Nelson Mandela et de Walter Sisulu, il est un des fondateurs de la ligue des jeunes de l'African National Congress (ANC) laquelle propose un nouveau mode de revendication, non plus basé sur les pétitions et les manifestations mais sur la désobéissance civile, le boycott, la grève et la non-collaboration. 
Secrétaire national de la ligue en 1944, il est élu au conseil exécutif de l’ANC en 1948, année de la victoire du Parti national aux élections générales et de la mise en place de l’apartheid. 
En 1955, il est élu secrétaire général de l’ANC après le bannissement de Walter Sisulu au terme du « Suppression of Communism Act ». 
En 1958, il devient vice-président de l’ANC et en 1959, est l’objet d’un ordre de bannissement de 5 ans.
Envoyé à l’étranger après le massacre de Sharpeville pour mobiliser l’opposition internationale à l’apartheid, il est impliqué dans la formation du South African United Front (Front uni sud-africain) composé de l'ANC, du congrès panafricain d'Azanie, du Swanu (mouvement de libération nationale du sud-ouest africain) et du congrès indien sud-africain (SAIC). L'objectif du mouvement est de rechercher le soutien des peuples et des gouvernements dans leur lutte contre le gouvernement sud-africain par le biais de pressions et de sanctions politiques et économiques afin d'isoler internationalement l'Afrique du Sud. Le mouvement, qui parvient à obtenir une unité syndicale et le soutien des nouveaux pays décolonisés, s'arroge comme succès l'expulsion de l'Afrique par le Commonwealth à la suite de la proclamation de la République sud-africaine (bien que l'Afrique du Sud ait retiré d'elle-même sa candidature). Le mouvement est cependant dissous en mars 1962 à la suite de dissensions internes en son sein quant aux moyens et aux objectifs visés. 
En 1963, Walter Sisulu, Govan Mbeki, Raymond Mhlaba, Ahmed Kathrada et d'autres membres éminents du parti sont arrêtés dans une ferme à Rivonia, située dans la banlieue de Johannesburg. Oliver Tambo, le vice-président de l'ANC est le seul rescapé, ayant été exfiltré hors d'Afrique du Sud pour créer des missions diplomatiques à l'étranger.
En 1964, Nelson Mandela, Walter Sisulu et les dirigeants arrêtés à Rivonia sont condamnés à la prison à perpétuité pour haute trahison. L'ANC est alors décapitée sur le territoire sud-africain et c'est en exil qu’elle se reconstitue et survit sous la direction de son président en exil, Oliver Tambo.
L'ANC installe alors son quartier général à Londres et en Tanzanie avant de le baser à Lusaka en Zambie en 1975 tandis que les premiers camps d'entraînement de Umkhonto we Sizwe (l'aile militaire de l'ANC) sont établis en Tanzanie avant de l'être plus tard dans d'autres pays africains.
À partir de 1963, du fait de leur exil commun, de leur lutte armée commune, une collaboration étroite s’établit entre l’ANC et le parti communiste sud-africain (SACP). Ce rapprochement est vital pour le développement et le financement de l'ANC qui peut bénéficier des liens privilégiés qu'entretient le SACP avec l’URSS et avec le parti communiste britannique (BCP). Des liens étroits se tissent entre Tambo, Joe Slovo et Moses Kotane, le secrétaire général du SACP.
En 1969, lors de sa conférence nationale à Morogoro en Tanzanie, l'ANC dirigé par Tambo décide d'ouvrir l'adhésion individuelle de ses membres aux Sud-africains de toute race et toute origine ethnique (auparavant, il s'agissait d'alliances avec les organisations amies) mettant pour la première fois en pratique son idéologie non raciale au sein même de son organisation mais son organe de direction (le National Executive Committee) reste réservé aux seuls noirs sud-africains. D'une manière générale, la conférence de Morogoro se caractérise par la montée en puissance au sein de la direction de l'ANC des membres du parti communiste tels Alfred Nzo et Moses Kotane, nommés respectivement secrétaire général et trésorier de l'ANC. L'idéologie de l'ANC s'en ressent et conjugue son nationalisme africain avec des éléments d’analyse marxistes. En outre, il ne se limite plus à la défense des populations bantous d'Afrique du Sud mais s'élargit aux populations indiennes et coloureds désormais reconnues comme victimes à part entière de la politique d'apartheid, même si l'ANC décide de maintenir son statut de parti africain. En peu d'années, la majorité des chefs de l’ANC en exil sont aussi membres du SACP.
Entre 1977 et 1990, Oliver Tambo réside en Angleterre, dans le district de Muswell Hill à Londres. 
Le 2 février 1990, le président Frederik de Klerk annonce la libération de Nelson Mandela lors d'un discours prononcé au Parlement ainsi que la légalisation de l'ANC, du congrès panafricain d'Azanie (PAC), du parti communiste (SACP), la levée de la censure, la suspension de la peine capitale. Si pour le président sud-africain, ces mesures doivent permettre de passer de la violence à un processus de négociation, ce processus repose aussi sur Nelson Mandela dont la contribution au règlement politique est décisif. Il est libéré le 11 février 1990. Le rôle de Mandela dans les négociations sera d'autant plus fort qu'il n'y a pas à l'ANC de personnalités qui aient la popularité et le charisme suffisant pour s'opposer à son autorité morale, Oliver Tambo étant diminué à la suite d'un accident vasculaire cérébral. Il revient s'établir en Afrique du Sud en 1991.
Progressivement, entre mars et juin 1991, le parlement abroge les dernières lois d'apartheid encore en vigueur, notamment celles sur l'habitat et la classification raciale. L'état d'urgence est levé  à l'exception du Natal où des violences meurtrières entre ANC et partis noirs conservateurs ensanglantent la région. En juillet 1991, Nelson Mandela succède à Oliver Tambo à la direction de l'ANC.
Une crise cardiaque l’emporte le 24 avril 1993, quelques jours après l’assassinat de Chris Hani, son camarade de la lutte anti-apartheid, chef du parti communiste sud-africain (SACP). 
Lors des séances de la Commission vérité et réconciliation (Afrique du Sud) en 1997 et 1998, l'ANC révèle que l'attentat terroriste de church street à Pretoria en 1983 a été planifié et orchestré par une unité spéciale de Umkhonto we Sizwe avec l'autorisation et l'approbation d'Oliver Tambo. 
En 2004, une enquête controversée de la télévision publique SABC place Oliver Tambo en 31e position sur la liste des 100 plus grands sud-africains, derrière des personnalités pro-apartheid comme Hendrik Verwoerd à la 19e place ou Eugène Terreblanche à la 25e place.
Le 27 octobre 2006, l’aéroport international de Johannesburg, qui avait porté le nom de Jan Smuts de 1952 à 1995, est rebaptisé O. R. Tambo International Airport. Cette décision, qui fait suite à une longue polémique, est perçue par les opposants comme une remise en cause de l’argument utilisé en 1995 par le gouvernement de ne donner dorénavant que des noms de lieux géographiques aux aéroports sud-africains.

## Adélaide Tambo
Adélaïde Tambo (1929-2007) est une militante qu'il épouse en 1956. Depuis l’adolescence, elle avait passé près de 30 années en exil en Muswell Hill à Londres aux côtés de son mari avant de rentrer en Afrique du Sud en 1990.